# 朱克斯泰站
朱克斯泰站是图库姆斯–叶尔加瓦铁路上的一个火车站。该车站建于1930年，原先作为公共汽车站后于1931年改为铁路车站并正式启用。然而到了1998年，因为铁路线的调整，该车站被关停，自此以后再也没有启用过。如今车站大楼、仓库和前客棚建筑得以保留，而车站月台最终版拆除。